# Ugo Spirito
Ugo Spirito (ur. 9 września 1896 w Arezzo, zm. w 1979 w Rzymie) - filozof i ekonomista włoski.

## Życiorys
W latach 1932–1935 był profesorem ekonomii korporacyjnej i polityki Uniwersytetu w Pizie, następnie filozofii w Messynie i Genui, a w latach 1937-1966 filozofii w Rzymie. Był uczniem Giovanniego Gentilego, odszedł jednak od jego idealizmu aktualnego do koncepcji tzw. problematyzmu, a następnie do systemu, którą sam określał jako omnicentryzm. Jako ekonomista był jednym z głównych teoretyków związanej z faszyzmem ekonomii korporacyjnej. Zmiana poglądów filozoficznych Uga Spirita wiązała się w pewnej mierze z porażką Włoch faszystowskich w II wojnie światowej, do końca życia uważał się on jednak za ucznia Gentilego, zaprzeczając przy tym, by w jakimkolwiek okresie życia Gentile rzeczywiście w pełni poparł faszyzm - uważał, że Gentile był raczej głównym twórcą faszyzmu. Dlatego też Spirito nigdy nie ukrywał faktu, że sam był faszystą. Wielokrotnie występował jednak przeciw głównym nurtom myśli faszystowskiej - np. w 1932 na zjeździe korporacjonistów w Ferrarze wystąpił przeciw prywatnym środkom produkcji otwarcie głosząc, że przyszły rozwój faszyzmu dokonywać się będzie w kierunku pewnej formy komunizmu. Prokomunistyczne wystąpienia Spirita doprowadziły nawet do ostrej krytyki jego poglądów wystosowanej przez Gentilego i o. Agostina Gemellego oraz do zamknięcia w 1935 czasopisma Spirita "Nuovi Studi di Diritto, Economia e Politica".

## Wybrane dzieła
- Il pensiero pedagogico di Gaetano Filangieri, Firenze 1924
- Storia del diritto penale italiano, Roma 1925
- L'idealismo italiano e i suoi critici, Firenze 1930
- La critica dell'economia liberale, Milano 1930
- I fondamenti dell'economia corporativa, Milano 1932
- Scienza e filozofia, Firenze 1933
- La vita come ricerca, Firenze 1937
- La vita come arte, Firenze 1941
- La filosofia del comunismo, Firenze 1946
- Il problematicismo, Firenze 1948
- La vita come amore, Firenze 1953
- Tramonto della cività cristiana, Roma 1953
- Giovanni Gentile, Firenze 1954
- Inizio di una nuova epoca, Firenze 1961
- Critica della democrazia, Firenze 1963
- Critica dell'estetica, Firenze 1964
- Il comunismo, Firenze 1965
- Dal mito alla scienza, Firenze 1966
- Il corporativismo (przedruk prac z lat 30.), Firenze 1970
- Storia della mia ricerca, Firenze 1971